# تاریخ خرمشهر
خرمشهر یکی از شهرهای جنوبی ایران واقع در استان خوزستان است.

## پیش از اسلام
شهری را که امروز آن را خرمشهر می‌نامند و در منتهی‌الیه جنوب غربی کشور ایران در محل تلاقی رود کارون به اروند رود قرار دارد و از جمله شهرهای قدیمی است که در طول تاریخ حامل نام‌های متعددی بوده‌است. قدیمی‌ترین نامی که از این شهر است، نام «خاراکس» است که مورّخین بنای آن را به اسکندر مقدونی نسبت می‌دهند.
برخی نیز بنای آن را پیش از اسکندری می‌دانند و معتقدند که خاراکس پایتخت پادشاهی میسان بوده که در قرن دوم پیش از میلاد مسیح در جنوب عراق و جنوب غربی ایران تشکیل شده بود. مملکت میسان را «اسبار سیز» در سال ۱۲۷ ق. م در جلگه‌ای وسیعی که از شمال به جنوب پادشاهی بابل و از جنوب به پادشاهی عیلام متصل بود، تأسیس کرد.
این شهر پس از اسکندر مقدونی ویران شد و به‌طور کلی از میان رفت چندی بعد در همان محل، شهری به نام «بیان» بنا شد که در حال حاضر، بیان نام روستایی است بر ساحل غربی رود کارون در دو کیلومتری انتهای این رود
به نظر می‌رسد «خاراکس» و «بیان» در محل همین روستای بیان فعلی شکل گرفته باشند. گویا در دوره‌های پیش از اسلام به منظوراتصال کارون به اروندرود (شط العرب) نهری حفر شده و در شمال این نهر، آبادی پدید آمد. از همان دوره نام این نهر یا کانال را «بیان» نامیدند و آبادی مزبور را به همین نام نام گذاری کردند.

## پس از اسلام
آگاهی‌ها ودانسته‌های دربارهٔ این آبادی[بیان] بسیار اندک است و معلوم نیست این آبادی تا چه دوره‌ای برپا و آباد بوده‌است؟ اما آنچه مسلم است این است که تا قرن چهارم هجری قمری این آبادی وجود داشته و مقدسی در کتاب خود از آن یاد کرده‌است.
به احتمال زیاد خرمشهر فعلی در جای دیگری غیر از «بیان» بنا شده‌است. احتمال قریب به یقین این است که پس از ویرانی «بیان» و از بین رفتن آن، آبادی جدید برپا شده‌است. اما به همان اندازه که تاریخ ویرانی «بیان» نامشخص است، تاریخ و زمان دقیق بنای شهر جدید نیز نامعلوم است.

## دوران معاصر
شیخ فتح اله بن علوان کعبی (تولد ۱۰۵۳ ق) در کتاب خویش هیچ گونه نامی از «بیان» یا نام بعدی آن نکرده‌است. پیش از آن نیز به هنگام ذکر نبردها یا لشکرکشی‌های مشعشعیان با حریفان ور قبای ریز و درشت. از بصره سخن به میان آمده‌است اما از «بیان» یا نام بعدی آن اثر و نشانی نیست.
در داستان شیخ سلمان کعبی و شکستن سد سابله توسط کریم خان زند به سال ۱۷۶۵ میلادی
[۱۱۷۹ هـ ق] نام «حفار»[نام روستایی است در منتهی‌الیه رود کارون در ساحل غربی این رود، کمی پایین‌تر از روستای بیان] و «محرزی» [نام روستایی بوده بر ساحل جنوبی بهمنشیر، این روستا در حال حاضر در سمت راست پل قدیمی شهر قرار دارد و دیگر نمی‌توان آن را روستا نامید، بلکه جزئی از شهر خرمشهر است ] آمده، اما از این شهر خبری نیست.
در قرون اخیر دیگر ذکر ی از «بیان» نیست. بلکه آنچه در منابع و کتب تاریخی آمده نام «کوت المُحَمَّره» و پس از آن «المُحَمَّره» بوده‌است. نخستین باری که نام «المُحَمَّره» در کتب و منابع ذکر شده سال ۱۸۱۰ میلادی [۱۲۲۵ ه‍.ق] است.
این امر بیانگر این است که بنای مُحَمَّره به سال‌های پیش از آن بازمی‌گردد. بعدها در داستان نبرد شیخ غیث و هم پیمان او شیخ حمود با والی بغداد ۱۸۲۶ میلادی [۱۲۴۱ ه‍.ق] نام «کوت المُحَمَّره» [کوت، واژه‌ای بابلی است، برخی نیز آن را هندی می‌نامند، واژه کوت به معنی قلعه‌است. همچنین به معنی مجموعه‌ای از خانه‌های به هم چسبیده که شبیه روستای کوچک بر ساحل دریا و رود باشند، نیز می‌باشد]. برای دومین بار ذکر شده‌است
در آن دوره مُحَمَّره محل استقرار تیره‌ای از بنی کعب به نام آلبوکاسب به زعامت شیخ مردا و بن علی کاسب بود. پس از وفات شیخ مردا و پسر او حاج یوسف جانشین وی شد.
در آن دوره این شهر جزء قلمرو شیخ المشایخ فلاحیه یعنی شیخ ثامر بنی کعب بود و شیوخ آلبوکاسب فرمانبردار او بودند. در همان سال‌ها به دستور شیخ ثامر کعبی، حاج یوسف متصدی احداث بندر در آن شهر شد.
با احداث بندر مُحَمَّره تجارت در این شهر رونق گرفت و روز به روز بر جمعیت این شهر افزوده شد، بنحوی که در ژانویه سال ۱۸۴۸ میلادی به هنگام سفر راولنسون به این شهر بیست و پنج کشتی اقیانوس پیما در بندر آن شهر لنگر انداخته بودند، در حالی که تعداد این گونه کشتی‌ها در بندر بصره فقط شش کشتی بود.
رونق تجارت در بندر مُحَمَّره و پهلو گرفتن کشتی‌های تجاری در آن، باعث کاهش درآمد گمرکات و همچنین کاهش درآمد بندر بصره شد. والیان بغداد نیز که همواره مُحَمَّره را جزء خاک عثمانی می‌دانستند قادر به تحمل این وضع نبودند. در این هنگام حاکم این شهر، حاج جابر برادر حاج یوسف بود، او از طرف شیخ ثامر کعبی به عنوان حاکم مُحَمَّره تعیین شده بود. نزدیکی انگلیسی‌ها با حاج خان، خشم و غضب فرانسوی‌ها را به دنبال داشت. از این رو فونتانیه کنسول فرانسه در بغداد، دولت عثمانی را علیه حاج جابر تحریک کرده، آنها را به حمله بر مُحَمَّره تشویق کرد.
علی رضا پاشا والی بغداد در شعبان ۱۲۵۳ هجری قمری با سپاه عظیمی از ارنائود (آلبانی فعلی)، نجد و عراق سوی مُحَمَّره لشکر آورد و بعد از سه روز نبرد آن جا را تسخیر کرد. در این نبرد مردم مقاومت کرده، اما غافلگیر شدن مردم و کثرت نیروهای مهاجم، باعث شکست آنها شد. سپاه عثمانی مردم را ازدم تیغ گذرانده اموال آنها را به تاراج برد، خانه‌ها را ویران کرده و بسیاری از اماکن را به آتش کشاندند، خیل عظیمی اززنان و دختران و کودکان را اسیر کرده با خود به عراق بردند.
پس از حمله علی رضا پاشا والی بغداد در سال ۱۲۵۳ قمری به مُحَمَّره، دولت ایران از طریق نمایندهٔ خود در استانبول میرزا جعفرخان مشیرالدوله به دولت عثمانی اعتراض کرده و مرتباً ادعای خسارت می‌کرد. دولت عثمانی در پاسخ نماینده ایران اعلام کرد: «بندر مُحَمَّره از توابع بصره و بغداد و ملک ماست و رعیت خود را تنبیهی کرده‌ایم. اگر ثابت کردید که مُحَمَّره از ایران است. آن گاه از ترضیه گفتگو کنید.
بالاخره پس از رفت‌وآمدهای بسیار و مذاکرات طولانی با میانجی گری سفرای انگلیس و روس مقرر شد، کمیسیونی چهار جانبه از نمایندگان دولت‌های ایران و عثمانی و انگیس و روس در ارز روم تشکیل و در خصوص ادعاهای ارضی ایران و عثمانی اتخاذ تصمیم کند. نمایندهٔ ایران در این کمیسیون میرزا تقی خان امیر کبیر بود. سرانجام در تاریخ ۱۳ جمادی‌الثانی سال ۱۲۶۳ ق. برابر با ۲۸ ژوئیه سال ۱۸۴۷ میلادی قراردادی میان طرفین منعقد شد که به قرارداد ارز روم معروف شد. این قرارداد شامل یک مقدمه و ۹ ماده‌است و به موجب ماده دوم آن شهر مُحَمَّره و بندر آن و جزیره الخضر [جزیره آبادان] و لنگرگاه آن و اراضی واقع در بخش شرقی سمت چپ اروندرود تحت تصرف عشایر تابع دولت ایران خواهد بود و دولت عثمانی آن را به رسمیت می‌شناسد.
پس از امضاء قرارداد مزبور کمیسیونی مرکب از نمایندگان چهار دولت ایران، عثمانی، انگلیس و روس عهده‌دار تعیین سرحدات غربی و مرز میان ایران و عثمانی شد. برخی از نشست‌های این کمیسیون در مُحَمَّره تشکیل شد و نمایندهٔ دولت ایران در این کمیسیون میرزا جعفر خان مشیر الدوله بود که شرح وقایع و مشاهدات خویش را در کتابی به نام «رساله سرحدیه» ثبت کرده‌است.
مشیر الدوله خاطر نشان می‌سازد که به هنگام ورود هیئت ایرانی به مُحَمَّره مردم استقبال گرمی از آنها به عمل آورند و احساسات پرشوری نشان دادند، چنان‌که نمایندگان عثمانی به وحشت افتادند. به گفتهٔ مشیر الدوله «مردم عرب در روز ورود به شدت اظهار شعف و اهتراز و شلیک و پیشواز کردند که درویش پاشا مأمور عثمانی با جمعیت خود مخوف شده تا سه چهار شب از راه بدخیالی و سوء ظن خواب نکرد. وقتی که فدوی به این کیفیت منتقل شد، جمعیت عرب را مرخص نموده و بنای مجلس مکالمه را گذاشت.
درویش پاشا برای خنثی کردن این علاقه و احساسات مردم درصدد جلب دوستی مردم عرب برآمد و آنان را تشویق کرد که تابعیت عثمانی را بپذیرند و به آنان وعده داد که اگر چنین کنند تا ده سال از پرداخت مالیات معاف خواهند بود. اما مردم عرب پیشنهاد درویش پاشا را نپذیرفتند.
میرزا محمد تقی لسان الملک سپهر در ناسخ التواریخ ضمن شرح کامل این حادثهٔ تاریخی می‌نویسد «با این همه مشیر الدوله ده هزار تومان بر خرج ایشان بیفزود و آن جماعت بدین شناعت رضا نداده، خود را به کذب به دولت بیگانه نبستند».
به پاس این حرکت مردم عرب میرزا تقی خان امیر کبیر از آنها دلجویی کرد و برای تمام شیوخ و والی حویزه جبه و شال و خلعت فرستاد وقسمتی از مالیات باقی‌مانده از سالهای گذشتهٔ آنها را بخشید. امیر کبیر طی نامه‌ای که به مشیر الدوله نوشت از مراتب فرمانبرداری عشیره کعب اظهار خشنودی کرد.
پس از آن به سال ۱۲۷۳ هجری قمری (۱۸۵۶ میلادی) می‌رسیم. در زمان ناصر الدین شاه و به هنگامی که حاج جابر بن مرداو حاکم مُحَمَّره بود، به فرمان پادشاه قاجار، سلطان مراد میرزا حسام السلطنه مأمور فتح شهر هرات می‌شود. دولت انگیس به تلافی تصرف شهر هرات و به منظور حمایت از هند، کشتی‌های خود را روانه خلیج فارس کرده، شهر بوشهر و آن نواحی را به اشغال خود درآورد. حکومت قاجار با مشاهدهٔ این وضع، نیروهای خود را از هر طرف جمع‌آوری کرد و درصدد مقابله با انگلیسی‌ها برآمد و از آنجایی که بیم هجوم به مُحَمَّره و آن نواحی بود، خانلر میرزا عموی ناصرالدین شاه که در آن هنگام حکمران خوزستان بود، از هر جا سرباز خواسته و با پسرش ابراهیم میرزا به مُحَمَّره آمد. یاور فراهانی از سرکردگان فوج فراهان که مشاهدات خود را از سیر وقایع در دفتری گرد آوری کرده، عامل شکست نیروهای ایرانی را بی کفایتی و ترس خانلر میرزا و همچنین چاپلوسی و تملق فرماندهان سپاه خانلر میرزا ذکر کرده‌است. او در مقابل دلسوزی و دغدغهٔ خاطر حاج جابر حاکم شهر را ذکری کند و خاطر نشان می‌سازد اگر خانلر میرزا به توصیه‌های نظامی حاج جابر عمل می‌کرد، قدر مسلم سپاه آن‌ها شکست نمی‌خورد. یاور فراهانی متذکر می‌شود که برخی فرماندهان سپاه با سعایت و فتنه انگیزی به خانلر میرزا گفته بودند که حاج جابر دروغ می‌گوید، او با انگلیس ارتباط دارد. از آن جایی که یاور فراهانی پایمردی و مقاومت حاج جابر و پسرش محمد را دیده بود و در مقابل تهمت‌ها و بی مهر ی‌های وارده به آنها را از نزدیک مشاهده کرده بود، در بیان آن چنین می‌نویسد " آخر معلوم شد که [حاج جابر] چه خدمتی کرد و چقدر ایستادگی کرد، که هر گاه سرکرده‌ها ده یک او را ایستادگی کرده بودند، ابداً شکست نمی‌خوردند.
اما شاید یکی از زیباترین و به یادماندنی‌ترین حوادث این جنگ، التماس و گریه حاج جابر خان خطاب به خانلر میرزا به هنگام فرار او از صحنه نبرد است که خانلر میرزا را به فرار نکردن و مقاومت و پایمردی در برابر انگلیسی‌ها دعوت می‌کند و می‌گوید: " چرا بی جهت می‌روید، خودتان رامقصر و دولت را بدنام می‌کنید. یاور فراهانی می‌افزاید: هر قدر از این عرض‌ها کرد سودی نبخشید آخرش بنا کرد گریه کردن عرض کرد مرا تمام کردی در میان عرب… ".
این جنگ روز پنج شنیه بیست و نهم رجب سال ۱۲۷۳ هجری قمری برابر با ۲۶ مارس سال ۱۸۵۷ میلادی آغاز شد و نیروهای انگلیسی ضمن تصرف شهر مُحَمَّره رو سوی اهواز گذاشته و شهر اهواز را نیز تصرف کردند. قابل ذکر است که پیش از آغاز جنگ میان دولتین ایران و انگلیس در پاریس قرارداد صلح منعقد شد، اما به دلیل عدم وصول خبر به فرماندهان نظامی، جنگ آغاز شده بود. با رسیدن خبر انعقاد پیمان صلح، نیروی انگلیسی مناطق مزبور را تخلیه کردند.
بعد از وفات حاج جابر در سال ۱۸۸۱ میلادی، فرزندش مزعل حاکم این شهر شد، او تا سال ۱۸۹۷ در این شهر بود و تقریباً فعال مایشاء آن بود.
پس از قتل او در سال ۱۸۹۷، برادرش خزعل، حاکم این شهر و آن نواحی شد و تا سال ۱۹۲۵ میلادی بر مسند قدرت بود. پس از روی کار آمدن رضا شاه در سال ۱۹۲۵ میلادی به حکمرانی شیخ خزعل خاتمه داده شد. در همان سال طی تصویب‌نامه هیئت وزیران نام این شهر از مُحَمَّره به خرمشهر تغییر یافت.
در این مدت یعنی در دورهٔ آلبو کاسب یعنی از نیمه دوم قرن نوزدهم تا سال ۱۹۲۵ میلادی به دلیل نیاز انگلیسی‌ها به راه آبی به منظور وصول کالاهای خود به اصفهان، این شهر و رود کارون از اهمیت ویژه‌ای برخوردار شد، شرکت انگلیسی برادران لینچ چندین کشتی بخار را از مُحَمَّره تا بند قیر به حرکت انداخت. در همین دوره انگلیسی‌ها ابتدا دفتر نمایندگی و سپس کنسولگری افتتاح کردند. روس‌ها نیز به منظور تثبیت خویش در این شهر کنسولگری دایر کردند. پس از آن با به ثمر رسیدن تلاش‌ها جهت کشف نفت و همچنین تأسیس پالایشگاه آبادان، از روستاها و شهرهای اطراف مردم به این شهر مهاجرت کردند و در نتیجه جمعیت این شهر در سا ل ۱۸۷۸ میلادی (۱۲۹۵ قمری) به ۴۵٬۰۰۰ نفر رسید.
در دههٔ چهل شمسی به دلیل احداث اسکله‌های بزرگ در اروند رود و پهلوگرفتن کشتی‌های غول‌پیکر، فعالیت‌های بندر خرمشهر رونق بی‌سابقه‌ای یافت و از آن جایی که این شهر، کوتاه‌ترین مسیر خشکی را نسبت به سایر بنادر خلیج فارس به تهران داشت، لذا هزینه‌های حمل کالا با احتساب تخلیه کالا در بندر این شهر، کمتر و با صرفه تر از شهرهای دیگر بود و علاوه بر این زمان وصول کالا نیز کوتاه‌تر بود. به همین دلیل اکثر شرکتهای کشتیرانی معتبر و بین‌المللی در این شهر نمایندگی ایجاد کردند.